# Casimir Pfyffer

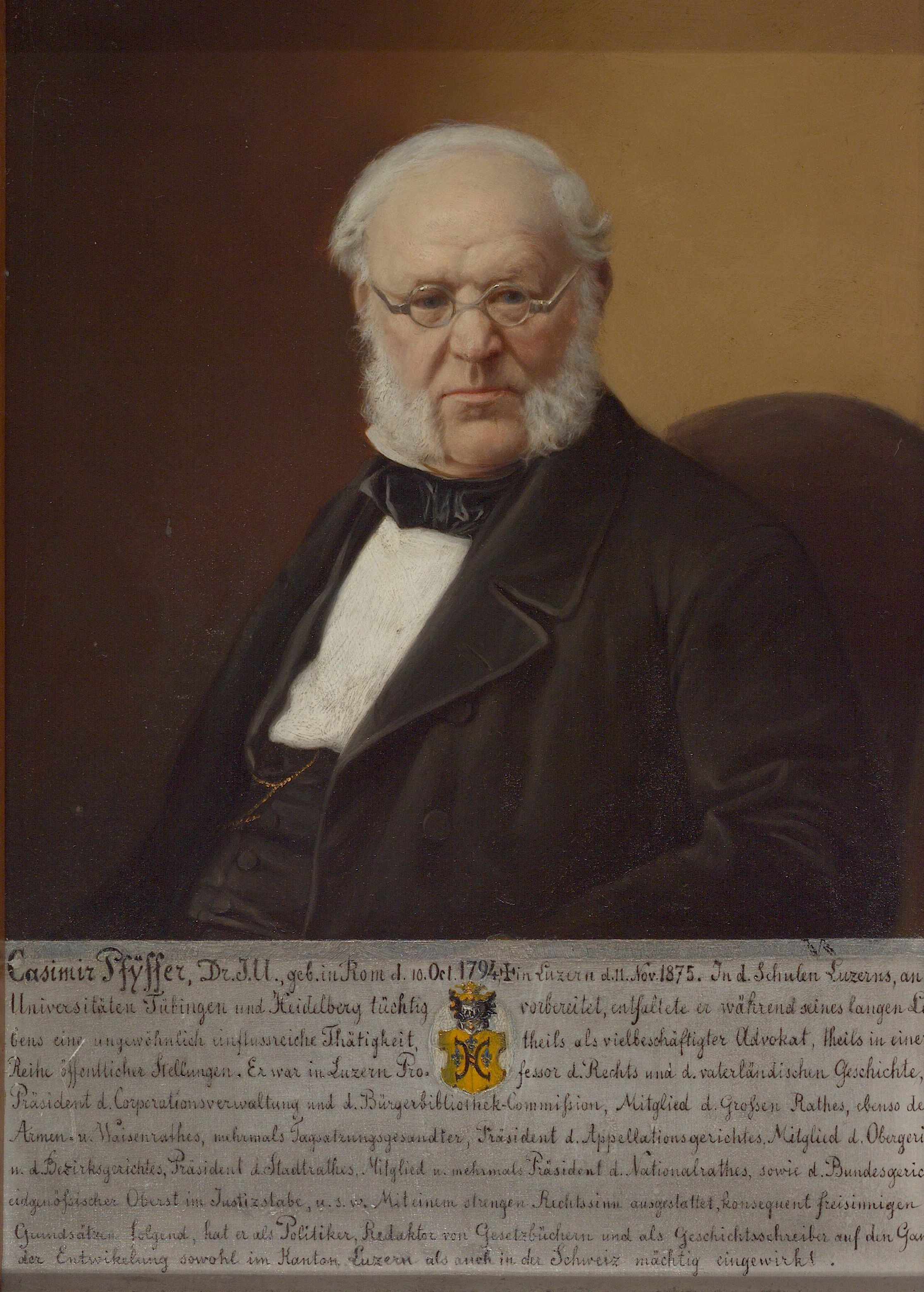
Casimir Pfyffer

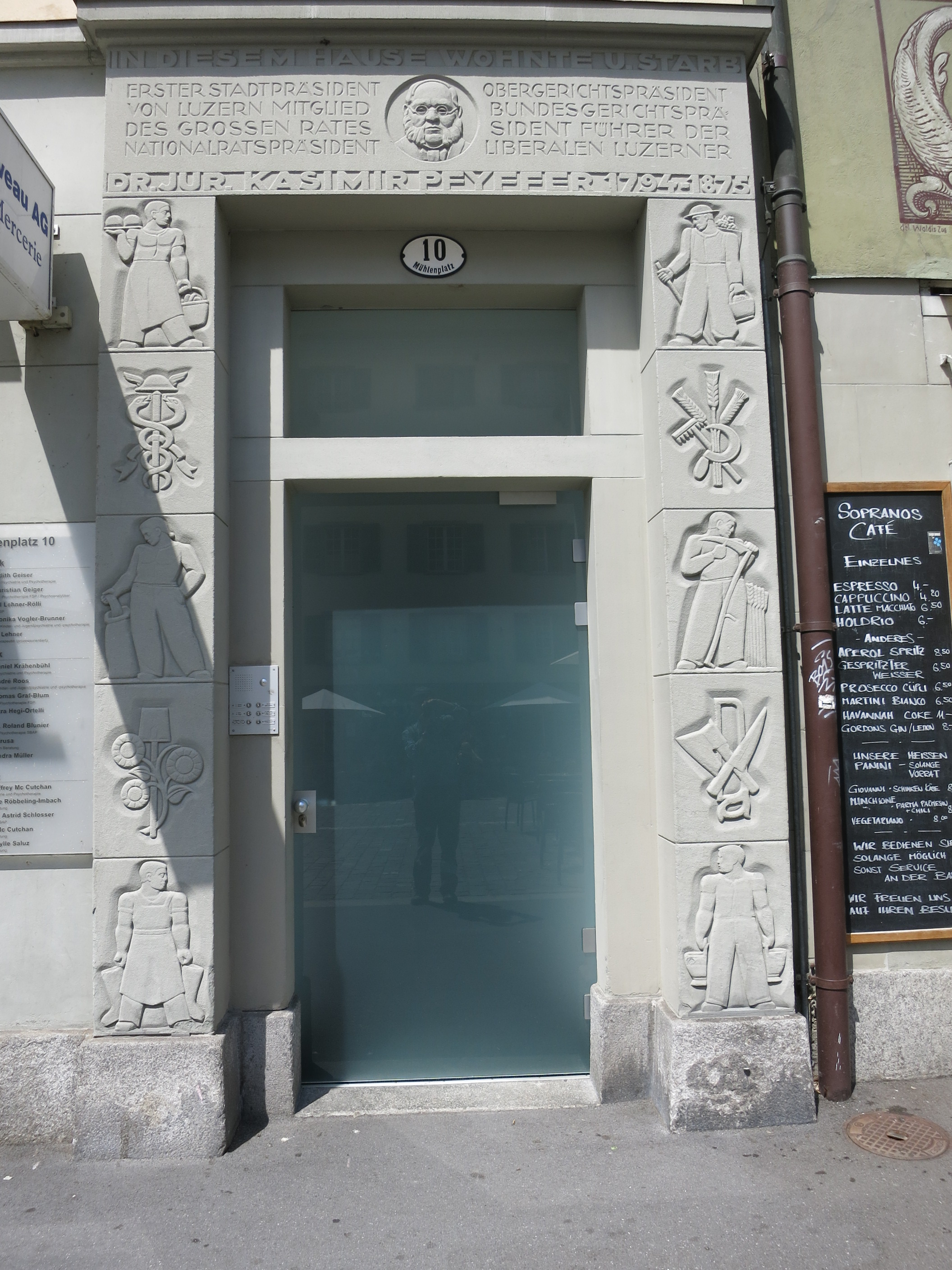
Wohnhaus Mühlenplatz 10

Casimir Pfyffer von Altishofen (* 10. Oktober 1794 in Rom; † 11. November 1875 in Luzern) war ein Schweizer Jurist, Politiker und Publizist aus dem Luzerner Patriziergeschlecht Pfyffer von Altishofen. Er war der erste Stadtpräsident Luzerns von 1832 bis 1835 und eine bedeutende Führungspersönlichkeit der Luzerner Liberalen im 19. Jahrhundert.
1826 wurde er in den Grossen Rat von Luzern gewählt, dem er bis 1869 angehörte und den er von 1831 bis 1841 präsidierte. Weiter war er von 1848 bis 1863 Mitglied des Nationalrats und dessen Präsident 1854/55. Von 1857 bis 1871 war er zudem Mitglied des Luzerner Obergerichts.
Pfyffer kandidierte am 11. Juli 1855 um die Nachfolge von Josef Munzinger im Bundesrat. Nachdem er im ersten Durchgang das absolute Mehr knapp verpasst hatte, verzichtete er; gewählt wurde schliesslich Josef Martin Knüsel.

## Werke
- Geschichte der Stadt und des Kantons Luzern. 1 : Vom Ursprunge bis zur Staatsumwälzung im Jahr 1798. Zürich 1850. Digitalisat
- Geschichte der Stadt und des Kantons Luzern. 2 : Geschichte des Kantons Luzern während der letzten 50 Jahre: Staatsumwälzung im Jahr 1798 bis zur neuen Bundesverfassung im Jahr 1848. Zürich 1852. Digitalisat
- Der Kanton Luzern historisch-geographisch-statistisch geschildert ; ein Hand- und Hausbuch für Jedermann. 2 Bände, St. Gallen 1858/59.